# ولادة أمة (فلم 2016)
ولادة أمة (بالإنجليزية: The Birth of a Nation) هو فيلم دراما تاريخي أمريكي تم إنتاجه في سنة 2016 وهو من إخراج نيت باركر وبطولته مع أرمي هامر وكولمان دومينغو وأجا نعومي كنج وجاكي إيرل هالي وأندريا ميلر وغابرييلي يونيون وأونجانو إيلز ودوايت هنري ومارك بون جونيور.

## القصة
قصة الفيلم تتكلم عن عبد أفريقي أمريكي اسمه نات تارنر من سنة 1809، ومعاناته في مراهقته بسبب العمل في المزرعة والعبودية.

## البطولة
- نيت باركر بدور نات تارنر
- أرمي هامر بدور سامويل تارنر
- مارك بون جونيور بدور وولثول
- أونجانو إيلز بدور نانسي تارنر
- كولمان دومينغو بدور هارك تارنر
- دوايت هنري بدور آيساك تارنر
- أجا نعومي كنج بدور تشيري تارنر
- إستر سكوت بدور بريدجيت تارنر
- روجر غونيفر سميث بدور إيسايا
- غابرييلي يونيون بدور إيستر
- أندريا ميلر بدور إليزابيث تارنر
- جاكي إيرل هالي بدور رايموند كوب
- توني إسبينوزا بدور نات تارنر الصغير
- جيسون وارنر سميث بدور هانك فولر
- جايسون ستيوارت بدور جوزيف راندال